# سامانثا سميث (ممثلة)
سامانثا سميث (بالإنجليزية: Samantha Smith)‏ هي ممثلة أمريكية، ولدت في 4 نوفمبر 1969 بساكرامنتو في الولايات المتحدة. بدأت مشوارها المهني سنة 1996.

## أعمال

### أفلام
- (1996) جيري ماغواير[5]
- (2007) المتحولون

### مسلسلات
- عقول إجرامية
- هاوس

## وصلات خارجية
- سامانثا سميث على موقع IMDb (الإنجليزية)
- سامانثا سميث على موقع ألو سيني (الفرنسية)
- سامانثا سميث على موقع أول موفي (الإنجليزية)
- سامانثا سميث على موقع قاعدة بيانات الأفلام السويدية (السويدية)
- سامانثا سميث على موقع قاعدة بيانات الفيلم (الإنجليزية)
- سامانثا سميث على موقع كينوبويسك (الروسية)